# Alexander Muthmann

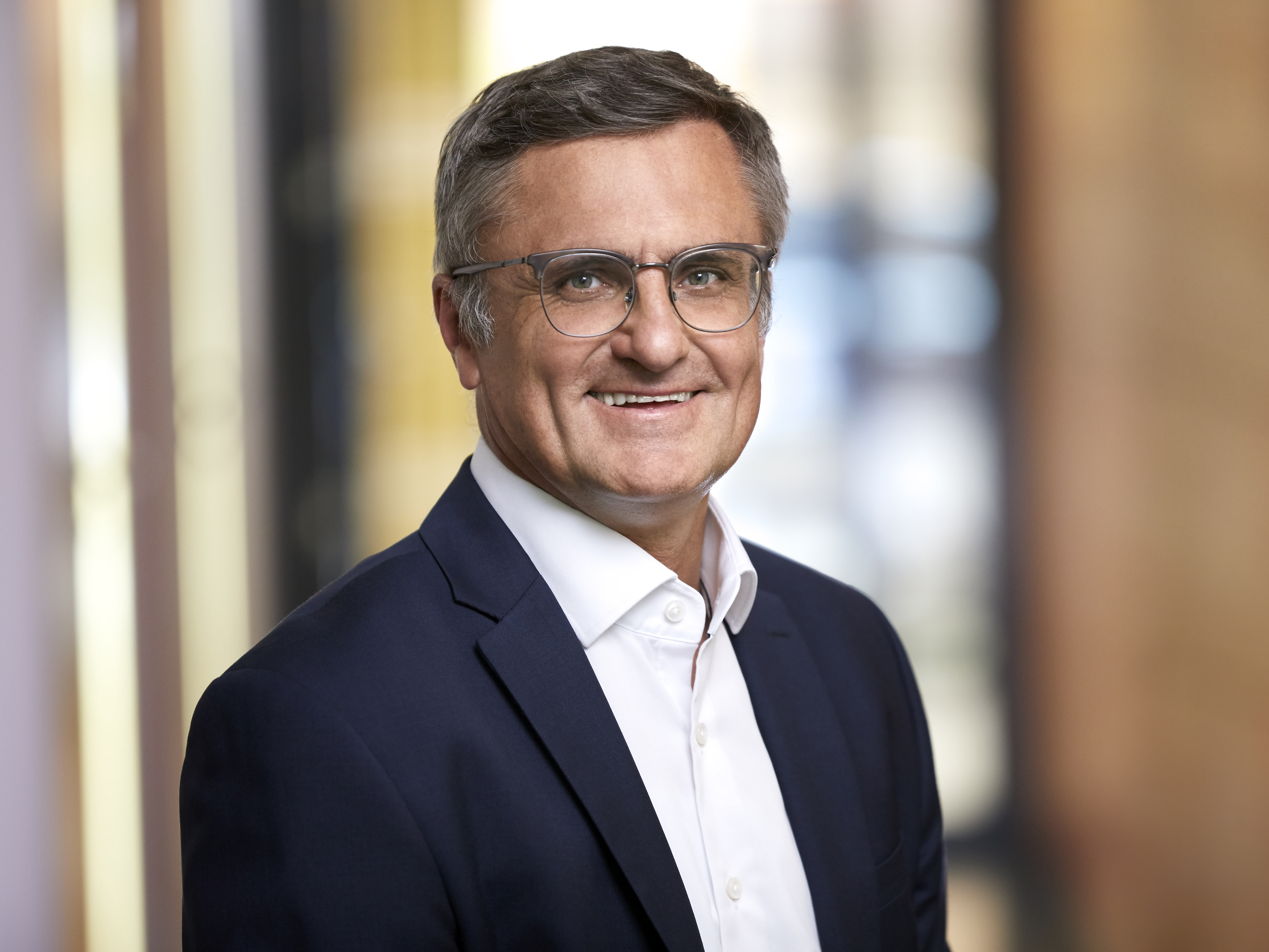
Alexander Muthmann (2019)

Alexander Muthmann (* 3. April 1956 in München) ist ein deutscher Kommunal- und Landespolitiker (FDP, bis 4. Oktober 2017 Freie Wähler) und Jurist. Von 2002 bis 2008 war er Landrat des niederbayerischen Landkreises Freyung-Grafenau. Von 2008 bis 2023 gehörte er als Abgeordneter dem Bayerischen Landtag an.

## Werdegang

### Ausbildung und Beruf
Muthmann besuchte die Grundschule in Passau und Wegscheid und wechselte im Anschluss auf das Gymnasium Leopoldinum in Passau, wo er 1975 sein Abitur ablegte. Nach dem Grundwehrdienst in Freyung studierte er zwischen 1976 und 1981 in München Rechtswissenschaften. Für sein Rechtsreferendariat kehrte er wieder nach Passau zurück.
Nach seinem zweiten Staatsexamen trat Muthmann 1984 in den Dienst der Regierung von Niederbayern und wurde im Landratsamt Straubing-Bogen Regierungsdirektor und Vertreter des Landrats im Amt.

### Politische Ämter und Mandate

#### Freie Wähler
Bei der Kommunalwahl im Frühjahr 2002 wurde er zum Landrat des Landkreises Freyung-Grafenau gewählt. Nach sechs Jahren im Amt unterlag er bei der Kommunalwahl 2008 Ludwig Lankl (CSU/Junge Wähler Union) in einer Stichwahl. Bei der erneuten Kandidatur für das Amt des Landrates am 16. März 2014 unterlag er mit 43,2 % dem CSU-Bewerber Sebastian Gruber.
Von 15. August 2008 bis Oktober 2008 arbeitete Muthmann wieder bei der Regierung von Niederbayern. Bei der Landtagswahl im September 2008 zog er über die Liste der Freien Wähler im Wahlkreis Niederbayern mit dem zweitbesten Stimmenergebnis nach Hubert Aiwanger erstmals in den Bayerischen Landtag ein, er kandidierte im Stimmkreis Regen, Freyung-Grafenau.
Bei der Landtagswahl am 15. September 2013 erreichte er im Stimmkreis 207 (Regen, Freyung-Grafenau) 19,7 % der Erststimmen; er zog erneut über die Wahlkreisliste Niederbayern (Liste 3, Platz 3) in den Landtag ein.
Er war 2008 bis 2013 stellvertretender Vorsitzender der Freie Wähler  Landtagsfraktion, stellvertretender Vorsitzender des Ausschusses für Wirtschaft, Infrastruktur, Verkehr und Technologie und stellvertretendes Mitglied der Datenschutzkommission des Bayerischen Landtages. Von 3. Februar 2016 bis 4. Oktober 2017 war Muthmann stellvertretender Fraktionsvorsitzender der Freie Wähler Landtagsfraktion. Von 2013 bis 2017 war er Mitglied des Ausschusses für Staatshaushalt und Finanzfragen. Von November 2013 bis 4. Oktober 2017 war Muthmann Mitglied im Rundfunkrat des Bayerischen Rundfunks, entsandt von den Freien Wählern. Muthmann war auch Mitglied der Enquete-Kommission „Gleichwertige Lebensverhältnisse in ganz Bayern“ die von Oktober 2014 bis November 2017 tätig war. In seinem Heimatlandkreis Freyung-Grafenau war Muthmann langjähriger Vorsitzender des Freie Wähler Kreisverbandes Freyung-Grafenau.

#### FDP
Am 4. Oktober 2017 trat er von allen Ämtern bei den Freien Wählern zurück und aus der Partei aus. Er trat am 4. Oktober zur FDP über und nahm bis zum Ende der Legislaturperiode sein bayerisches Landtagsmandat als fraktionsloser Abgeordneter für diese Partei wahr. Muthmann ist kooptierter Vorstand der FDP Bayern.

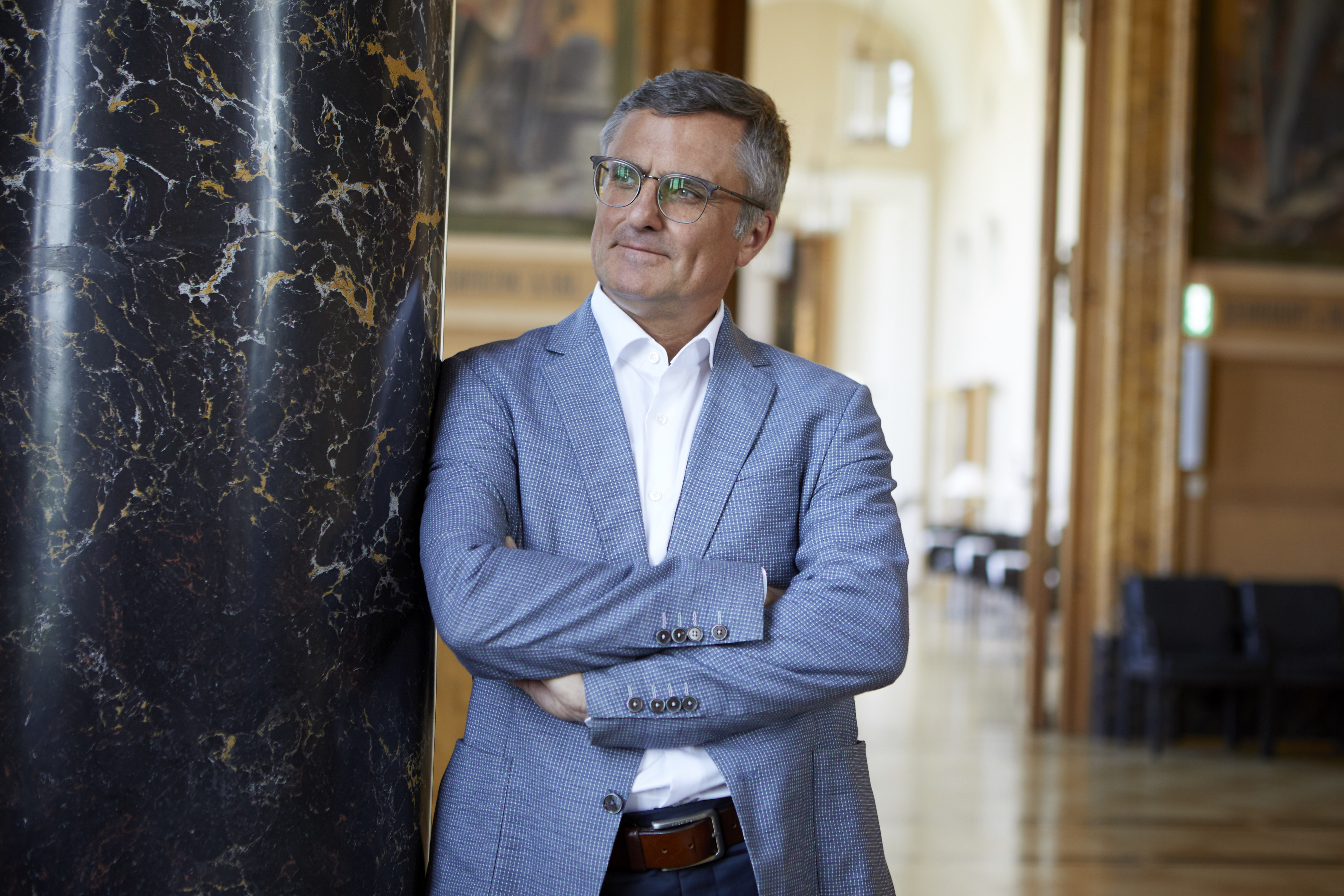

Von März 2018 bis Oktober 2018 war Muthmann beratendes Mitglied im Ausschuss für Wirtschaft und Medien, Infrastruktur, Bau und Verkehr, Energie und Technologie.
Bei der Landtagswahl in Bayern 2018 am 14. Oktober 2018 zog Muthmann über die FDP-Landesliste wieder in den Landtag ein. Er war stellvertretender Vorsitzender der FDP-Landtagsfraktion und Mitglied des Ausschusses Kommunale Fragen, Innere Sicherheit und Sport. Des Weiteren ist Muthmann Mitglied des Landessportbeirates. Mit dem Ausscheiden der FDP-Fraktion aus dem Bayerischen Landtag nach der Landtagswahl 2023 endete sein Mandat als Abgeordneter zum 30. Oktober 2023.

## Privates
Muthmann ist verheiratet und Vater von zwei Kindern. Er ist evangelischer Konfession. Außerdem war Alexander Muthmann von 2010 bis 2023  1. Vorsitzender des Kultur- und Passionsspielverein Perlesreut e. V.

## Weitere Vereine und Organisationen
Alexander Muthmann übt auch verschiedene Aufgaben in Vereinen und Organisationen aus:
- Vorsitzender des Vereins Junior Ranger Nationalpark Bayerischer Wald e. V.
- Mitglied des Vorstandes der Bürgerenergie Freyung-Grafenau eG